# Fred Lonberg-Holm
Fred Lonberg-Holm (Delaware, 1962) es un violonchelista y compositor estadounidense, aunque crecido en Suecia, de jazz, conocido por sus proyectos en música de vanguardia, avant-progressive rock y jazz contemporáneo.

## Historial
Estudió chelo con Ardyth Alton y Orlando Cole, y composición con Morton Feldman, Anthony Braxton, y Bunita Marcus. Trasladado a Nueva York, desarrolló su trabajo con un gran número de bandas y músicos de la escena local, como "Anthony Braxton's Creative Orchestra", John Zorn, "God Is My Co-Pilot" o "Anthony Coleman's Selfhaters", además de su propia banda "PEEP". A finales de los años 1990, Lonberg-Holm fijó su residencia en Chicago, cuya escena musical estaba entonces en mayor ebullición que la neoyorkina. Allí trabajó con grupos de free jazz y bandas de vanguardia, como "Trio Troppo", con Michael Zerang; "Light Box Orchestra" y "Pillow" con el propio Zerang, Liz Payne y Ben Vida (del grupo "Town and Country"); Ken Vandermark, Jim O'Rourke y Kevin Drumm, con quienes realizó varias grabaciones; el "Peter Brötzmann Tentet"; Wilco, etc. Editó su primer disco como líder en 1999.

## Estilo
Su estilo se ha definido como "cerebral, provocador, relajado, elegante y restringido".

## Discografía
- 1990 - Theory of Motion -  Curious/Pogus
- 1991 - Solos and Trios -  Curious/Collision
- 1996 - Personal Scratch -  EDM Entertainment
- 1997 - Joy of Being - Knitting Factory Works
- 1998 - Building a Better Future -  Miguel Recordings
- 1999 - Site-Specific (Duets for Cello and Guitar) - Explain
- 2001 - Terminal 4 -  Atavistic Records
- 2002 - A Valentine for Fred Katz -  Atavistic Records
- 2003 - When I'm Falling -  Truck Stop
- 2004 - Dialogs -  Emanem
- 2005 - Grammar -  Rossbin (editado en Italia)
- 2005 - Other Valentines - Atavistic Records
- 2007 - Terminal Valentine -  Atavistic Records